# Trine (Computerspiel)

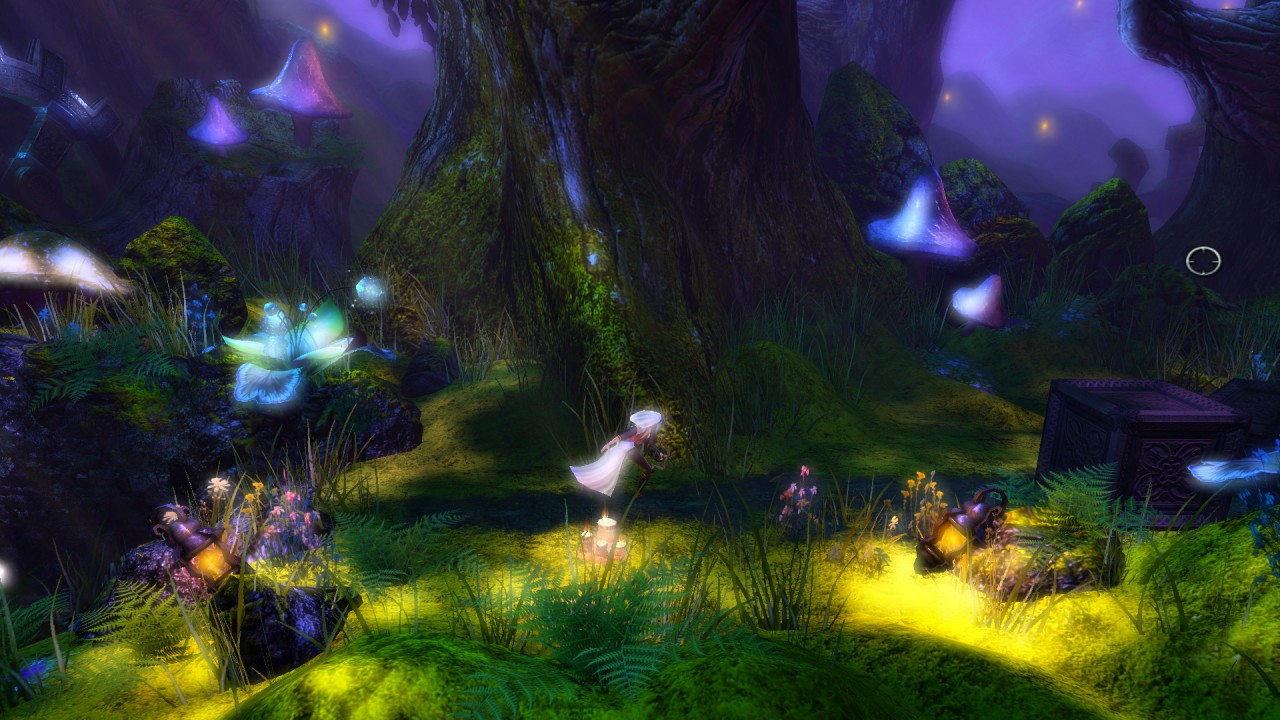
Screenshot aus Trine

Trine ist ein Action-Puzzle-Computerspiel mit Rollenspiel- und Jump-’n’-Run-Elementen, das von dem finnischen Unternehmen Frozenbyte für Windows, PlayStation 3 und macOS entwickelt wurde. Die Windows-Version erschien am 3. Juli 2009. Die PlayStation-3-Version folgte am 17. September 2009 in Europa und am 22. Oktober 2009 in Nordamerika. Am 12. April 2011 wurde im Rahmen des The Humble Frozenbyte Bundle auch eine Linux-Version veröffentlicht.
2014 wurde eine überarbeitete Fassung mit dem Titel Trine: Enchanted Edition für Microsoft Windows veröffentlicht, die wenig später auch für macOS, Linux, Wii U und PlayStation 4 sowie 2018 für die Nintendo Switch erschien. Diese Version nutzt die verbesserte Spiel-Engine des Nachfolgers Trine 2 und bietet einen Online-Mehrspielermodus. 2015 und 2019 erschienen mit Trine 3: The Artifacts of Power und Trine 4: The Nightmare Prince jeweils weitere Nachfolger für diverse Plattformen.

## Spielmechanik
Ähnlich wie in dem Klassiker The Lost Vikings von 1992 hat auch Trine drei Charaktere mit grundlegend unterschiedlichen Fähigkeiten, die vom Spieler genutzt werden müssen, um Hindernisse zu überwinden und Rätsel zu lösen. Anders als beim Klassiker sind in Trine allerdings alle Charaktere in einer Figur vereinigt und man kann die Figur in jeweils einen der Charaktere verwandeln.
Die Diebin besitzt Pfeil und Bogen, mit denen sie sich zur Wehr setzen kann, sowie einen Enterhaken, der es erlaubt, sich über größere Abgründe zu schwingen.
Der Zauberer ist in der Lage, Gegenstände mittels seiner Zauberkraft zu bewegen. Darüber hinaus ist er in der Lage, Kisten und Planken entstehen zu lassen, die dann zum Überwinden von Hindernissen genutzt werden können.
Der Ritter ist im Besitz von Schild und Schwert. Mit dem Schwert können Gegner angegriffen werden, während mit dem Schild die Abwehr von Gefahren möglich ist.
Im Spielverlauf lassen sich Gegenstände finden oder Fähigkeiten erwerben, die dem Spieler zwar helfen, aber nicht unbedingt nötig sind, um im Spiel voranzukommen. So bekommt der Ritter einen großen Hammer, die Diebin Feuerpfeile oder sogar die Fähigkeit, drei Pfeile gleichzeitig zu verschießen. Für den Zauberer gibt es die Möglichkeit, anstatt Kisten auch Planken oder schwebende Dreiecke herbei zu zaubern. Zudem gibt es Ringe und Amulette, die dem Charakter mehr Kraft oder Fähigkeiten verleihen, wie zum Beispiel unendlich lange zu tauchen.

## Rezeption
Die Kritiken zu Trine fielen überwiegend positiv aus. Gelobt wurden unter anderem der gute Puzzleaufbau sowie die gelungene Kombination aus Puzzle- und Kampfelementen. Kritik gab es für den Mehrspielermodus, der hinter seinem Potential zurückbleibe, sowie für die relativ einfallslose Geschichte.
Bei Giant Bomb landete Trine unter den drei besten PC-Spielen des Jahres 2009. Laut Metacritic wurde das Spiel im Durchschnitt mit 80 % bewertet.

## Nachfolger

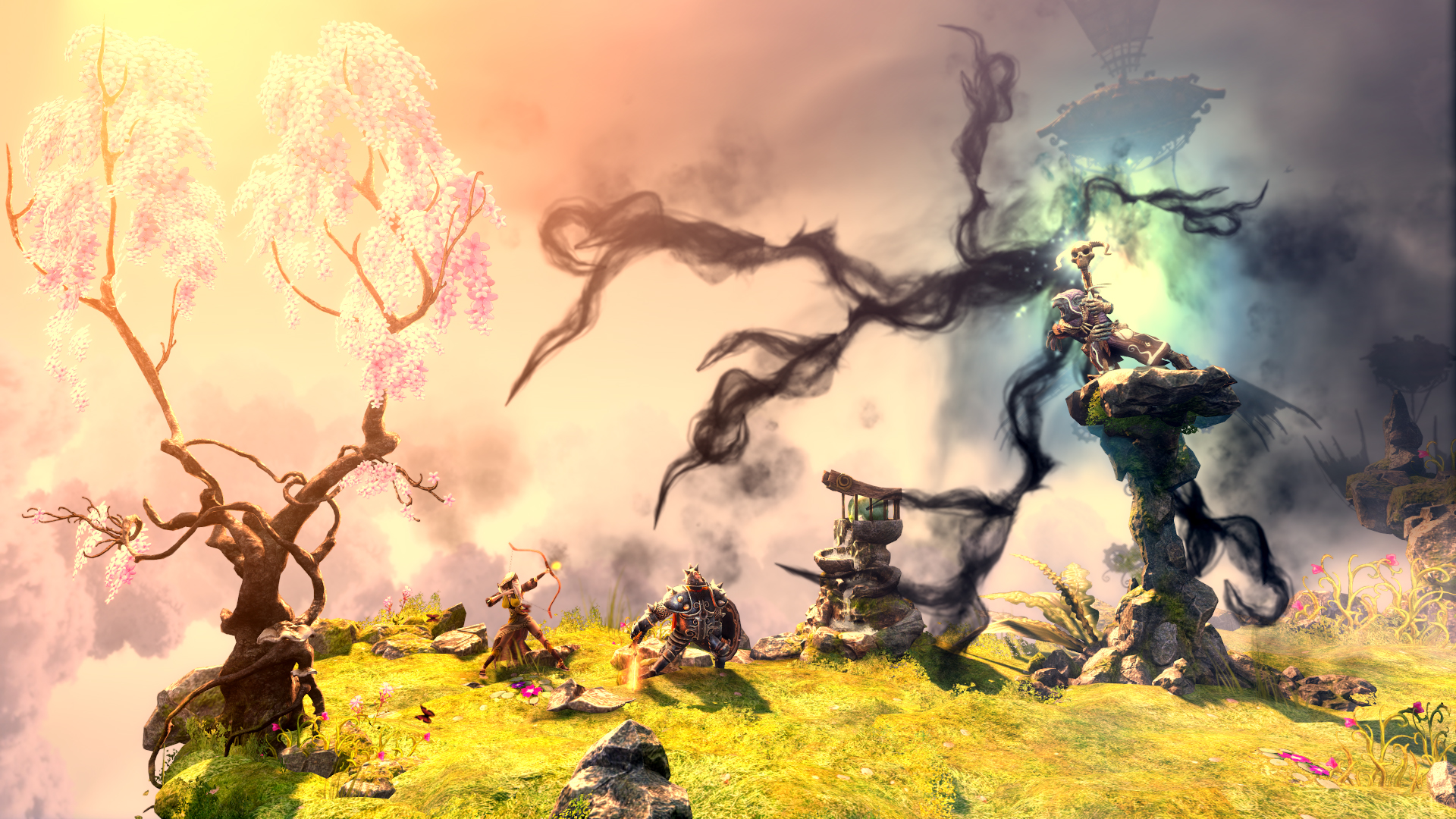
Screenshot aus dem Nachfolger, Trine 2

Am 7. Dezember 2011 wurde der Nachfolger Trine 2 veröffentlicht. Als Director's Cut wurde es außerdem zum Release am 30. November 2012 für die Wii U herausgebracht.
Am 20. August 2015 erschien mit Trine 3: The Artifacts of Power der dritte Teil der Trine-Serie. Dort wechselte Frozenbyte zum ersten Mal in der Serie auf eine 3D-Spielmechanik.
Am 24. Oktober 2018 kündigte Frozenbyte den vierten Teil der Serie an, Trine 4: The Nightmare Prince, an, welcher am 8. Oktober 2019 erschien.
Am 31. August 2023 erschien der fünfte Teil Trine 5: A Clockwork Conspiracy für PC, PlayStation 4, PlayStation 5, Xbox One, Xbox Series S/X, und Nintendo Switch.